# Balzan Football Club 2016-2017
Questa voce raccoglie le informazioni riguardanti il Balzan Football Club nelle competizioni ufficiali della stagione 2016-2017.

## Rosa
| N. |                    | Ruolo | Calciatore        |
| -- | ------------------ | ----- | ----------------- |
| 1  | Malta (bandiera)   | P     | Christian Cassar  |
| 4  | Malta (bandiera)   | D     | Justin Grioli     |
| 5  | Malta (bandiera)   | D     | Samir Arab        |
| 6  | Malta (bandiera)   | C     | Ryan Fenech       |
| 7  | Malta (bandiera)   | A     | Lydon Micallef    |
| 8  | Malta (bandiera)   | C     | Paul Fenech       |
| 10 | Malta (bandiera)   | C     | Dylan Grima       |
| 11 | Malta (bandiera)   | D     | Steve Bezzina     |
| 12 | Malta (bandiera)   | P     | Mikhail Sciberras |
| 16 | Malta (bandiera)   | D     | Clive Brincat     |
| 18 | Brasile (bandiera) | C     | Dê                |

| N. |                       | Ruolo | Calciatore       |
| -- | --------------------- | ----- | ---------------- |
| 20 | Malta (bandiera)      | C     | Terence Agius    |
| 23 | Colombia (bandiera)   | D     | Elkin Serrano    |
| 30 | Tunisia (bandiera)    | C     | Abdelkarim Nafti |
| 32 | Montenegro (bandiera) | P     | Ivan Janjušević  |
| 42 | Brasile (bandiera)    | A     | Alan             |
| 50 | Brasile (bandiera)    | D     | Oliveira         |
| 66 | Malta (bandiera)      | D     | Daniel Spiteri   |
| 86 | Montenegro (bandiera) | A     | Bojan Kaljević   |
| 88 | Malta (bandiera)      | C     | Sean Cipriott    |
| 99 | Italia (bandiera)     | A     | Matteo Piciollo  |